# Krieg der Bestatter
Krieg der Bestatter (Originaltitel: The Burial) ist ein US-amerikanisches Filmdrama von Regisseurin Maggie Betts aus dem Jahr 2023. Der Film basiert lose auf der wahren Geschichte des Anwalts Willie E. Gary und seines Klienten Jeremiah Joseph O’Keefe, der gegen das Bestattungsunternehmen Loewen Group klagt, wie in dem gleichnamigen Artikel im New Yorker von Jonathan Harr aus dem Jahr 1999 dokumentiert. Die Hauptrollen spielen Jamie Foxx, Tommy Lee Jones, Jurnee Smollett, Mamoudou Athie und Bill Camp.

## Handlung
1995 hilft Willie E. Gary, ein schillernder Anwalt für Personenschäden mit einer hundertprozentigen Erfolgsbilanz, dem finanziell angeschlagenen Bestattungsunternehmer Jeremiah Joseph O’Keefe, ein großes Bestattungsunternehmen, die Loewen Group, in einem Vertragsstreit zu verklagen.
Jeremiah Joseph O’Keefe ist der Besitzer von acht Bestattungsunternehmen im Süden des US-Bundesstaates Mississippi, zudem ist er verdienter US-Marine und ehemaliger Bürgermeister von Biloxi, Mississippi. Er hat 13 Kinder und zahlreiche Enkelkinder und möchte diesen nach seinem Ableben sein Geschäft als Vermächtnis hinterlassen, jedoch steckt er seit Längerem in finanziellen Schwierigkeiten. Da er den gesetzlich geforderten Mindestbetrag an Barvermögen nicht mehr besitzt, wird ihm von den Behörden die staatliche Lizenz zum Verkauf von Sterbegeldversicherungen entzogen. Um sein Unternehmen zu retten, beschließt er, drei seiner Bestattungsunternehmen an die kanadische Loewen Group von Raymond Loewen zu verkaufen, die unzählige Bestattungsunternehmen in den gesamten USA aufkauft. Bei einem Treffen mit Raymond Loewen auf seiner Yacht in Kanada besiegeln sie das Geschäft per Handschlag.
In den darauffolgenden Wochen und Monaten meldet sich die Loewen Group nicht mehr für ein Vollziehen des Geschäfts zurück. O’Keefe, der von dem jungen, aufstrebenden Anwalt Hal Dockins und seinem langjährigen Anwalt und Freund Mike Allred beraten wird, muss erkennen, dass die Loewen Group ihr Geschäft aussitzen möchte, bis er gänzlich pleite ist, um das gesamte Unternehmen für einen Bruchteil seines Wertes übernehmen zu können. Da O’Keefe diesen Vertragsbruch nicht auf sich sitzen lassen und stattdessen handeln möchte, verklagt er die Loewen Group. Hal Dockins empfiehlt ihm Willie E. Gary als Anwalt, da der Prozess in einem überwiegend afroamerikanisch geprägten County in Mississippi stattfinden wird und die Jury somit überwiegend aus Afroamerikanern bestehen wird. Gary ist ein auf Personenschäden spezialisierter afroamerikanischer Anwalt mit charismatischer und unkonventioneller Vorgehensweise im Gerichtssaal, der über eine hundertprozentige Erfolgsbilanz in den vergangenen Jahren verfügt. Dieser ist zunächst skeptisch, da er und seine Partner auf Personenschäden spezialisiert sind und ihnen dieser Vertragsrechtsfall zu uninteressant erscheint. Hal Dockins kann Gary jedoch überzeugen, dass es sich durch einen Prozess gegen die Loewen Group um einen Gerichtsfall von nationaler Bedeutung und Aufmerksamkeit handelt. Die Loewen Group engagiert für den Prozess ihrerseits ein Team bedeutender afroamerikanischer Anwälte unter der Leitung der entschlossenen Anwältin Mame Downes.

## Veröffentlichung
Seine Weltpremiere hatte der Film am 11. September 2023 auf dem Toronto International Film Festival. Am 13. Oktober 2023 wurde der Film über Amazon Prime Video zum Streaming angeboten.

## Rezeption

### Kritiken
Auf der Website Rotten Tomatoes sind 91 % der 110 Kritiker-Bewertungen positiv, mit einer durchschnittlichen Bewertung von 7,1/10. Auf Metacritic hat der Film eine Punktzahl von 74 von 100, basierend auf 23 Kritikern.

### Auszeichnungen
Black Reel Awards 2024
- Nominierung als Bester Hauptdarsteller (Jamie Foxx)
- Nominierung als Beste Nebendarstellerin (Jurnee Smollett)[8]

NAACP Image Awards 2024
- Nominierung für das Beste Drehbuch (Maggie Betts & Doug Wright)
- Nominierung als Bester Hauptdarsteller (Jamie Foxx)[9]